# Kino „Kosmos” (Katowice)
Kino „Kosmos” − kino w Katowicach, przy ulicy Sokolskiej 66, prowadzone przez Instytucję Filmową „Silesia-Film”, dawniej Centrum Sztuki Filmowej.

## Historia
Budynek kina został wzniesiony w latach 1959–1965. Kino zostało zaprojektowane przez Stanisława Kwaśniewicza w stylu późno modernistycznym. Wówczas „Kosmos” posiadał jedną z największych sal kinowych na Śląsku – mogła jednocześnie pomieścić ok. 600 widzów - wyposażoną w jedyny w regionie wklęsły ekran panoramiczny.
W 2004 roku rozpoczęto gruntowną przebudowę. Otwarcie kina po modernizacji miało miejsce 7 października 2006 roku. Nazwę obiektu zmieniono na „Centrum Sztuki Filmowej”. Po poprzednim wystroju pozostały żyrandole i ścienna mozaika, autorstwa Klaudiusza Jędrusika, przedstawiająca Pana Twardowskiego na kogucie. W 2010 roku, po czterech latach od przebudowy kino powróciło do dawnej nazwy ("Centrum Sztuki Filmowej - Kino Kosmos"), z tej okazji na elewacji budynku zamontowano nowy neon. W 2012 zmieniono aranżację holu budynku według projektu pracowni „Wzorro”. Architekci dostosowali stylistykę wnętrz do estetyki przełomu lat 50 i 60, gdy powstało Kino Kosmos, które posługiwało się już wówczas wyłącznie tą nazwą.
W 2019 kino przeszło kolejny remont, dzięki czemu hol kina nawiązuje estetycznie do jego nazwy oraz odwołuje się w swoim wystroju do klasyki filmów science-fiction.
Obecnie kino dysponuje dwiema salami kinowymi. Duża, nosząca nazwę Nostromo, posiada 367 miejsc na widowni i srebrny ekran. Mała, nazwana Solaris, mieści 46 składanych foteli z pulpitami. Kabina projekcyjna wyposażona jest zarówno w dwa projektory analogowe na taśmy 35 mm, jak i dwa projektory cyfrowe.
Oprócz samego kina, w budynku mieści się również kawiarnia. Ponadto w Kinie Kosmos zlokalizowana jest siedziba Filmoteki Śląskiej Instytucji Filmowej „Silesia-Film”.
W 2011 plac za Centrum Sztuki Filmowej uzyskał nazwę skwer Gustawa Holoubka.

## Działalność
Kino Kosmos, poza bieżącym repertuarem, nastawione jest na klasykę kina. W Kinie Kosmos funkcjonuje Klub Filmowy Ambasada, odbywają się cykle filmowe, repliki festiwali oraz przeglądy tematyczne, jak retrospektywy reżyserów i reżyserek. Kino Kosmos transmituje na żywo oraz organizuje retransmisje oper z Metropolitan Opera w Nowym Jorku oraz spektakli teatralnych z National Theatre w Londynie. Kino organizuje również projekty edukacyjne, skierowane do nauczycieli i uczniów wszystkich grup wiekowych.
Kino Kosmos było głównym obiektem Międzynarodowego Festiwalu Producentów Filmowych REGIOFUN do 2016 roku, kiedy to festiwal zakończył swoją działalność.